# The Hobbit: An Unexpected Journey
The Hobbit: An Unexpected Journey is het eerste deel van een driedelige filmreeks gebaseerd op het gelijknamige boek van J.R.R. Tolkien. De film beslaat voornamelijk het overtuigen van Bilbo Balings dat hij geschikt is voor het avontuur.
Oorspronkelijk zou het verhaal in twee delen verfilmd worden: het eerste deel zou het verhaal van De Hobbit vertellen en het tweede deel de overgang van De Hobbit naar The Lord of the Rings. In juli 2012 maakte regisseur Jackson echter bekend dat de filmadaptatie een trilogie zou worden. Deel één werd in december 2012 uitgebracht. Deel twee verscheen in december 2013 in de bioscoop. Deel drie werd verwacht in de zomer van 2014, maar werd later ook verschoven naar december 2014.
De regisseur was tot mei 2010 Guillermo del Toro. Daarna stopte Del Toro als regisseur, maar hij bleef medeschrijver. Peter Jackson nam over als regisseur. Hij is ook uitvoerend producent en medeschrijver.
The Hobbit lijkt in meerdere opzichten op de The Lord of the Rings-filmtrilogie. Niet alleen is Peter Jackson regisseur van zowel The Lord of the Rings als The Hobbit, ook zijn meerdere acteurs uit The Lord of the Rings in The Hobbit te zien, waaronder Ian McKellen als Gandalf, Christopher Lee als Saruman, Hugo Weaving als Elrond, Elijah Wood als Frodo, Ian Holm als Bilbo Balings, Cate Blanchett als Galadriel en Andy Serkis als Sméagol (Gollum). Daarnaast worden veel schaalmodellen voor The Lord of the Rings, gemaakt door Weta Workshop, hergebruikt in The Hobbit, bijvoorbeeld dat van Imladris.
Del Toro, de oorspronkelijke regisseur, beschreef de hoofdthema's als hebberigheid, waar hij van zei dat Smaug en Thorin Eikenschild hier goede voorbeelden van zijn, en van het verliezen van onschuld. Bilbo Balings bevestigt opnieuw zijn moraliteit, nadat hij geconfronteerd wordt met Smaug en de hebberigheid van de dwergen. De relatie tussen Bilbo en Thorin zal het hart worden van deze films. De elfen zullen minder plechtig zijn. Elke dwerg moet er anders uitzien in de film. Del Toro zal de Orks en Wargs herontwerpen en de spinnen uit het Demsterwold zullen er anders uitzien dan Shelob. Del Toro wilde het ontwerp van de Warg veranderen, omdat de demonische wolven uit de Noordse mythologie niet op hyena's lijken.
Del Toro wilde dat de dieren uit de films kunnen spreken, dus Smaug zal geen onbekende taal spreken.

## Samenvatting
De film opent met de oude Bilbo Balings, die op de dag van zijn 111e verjaardag begint met het uitschrijven van zijn vroegere avonturen. In een flashback wordt door hem verteld hoe de Dwergen van de Eenzame Berg rijk werden als mijnbouwers en edelsmeden onder koning Thrór, tot de geruchten over de rijkdommen de draak Smaug naar de Berg lokten en de Dwergen uit hun rijk verdreven werden. Smaug vernietigde ook de door mensen bewoonde buurstaat Dal.
Vele jaren eerder zit de 51-jarige Bilbo Balings nietsvermoedend in zijn voortuin als de tovenaar Gandalf voorbijloopt en zegt op zoek te zijn naar iemand die mee wil op een avontuur. Hoewel Bilbo hier niets voor voelt nodigt hij Gandalf uit om morgen op de thee te komen. Gandalf brengt tot Bilbo's ontsteltenis dertien Dwergen mee: Balin, Dwalin, Fíli, Kíli, Dori, Nori, Ori, Óin, Glóin, Bifur, Bofur, Bombur en Thorin Eikenschild, de kleinzoon van Thrór. Nu er al jaren niets meer van Smaug vernomen is acht Thorin de tijd rijp om terug te keren naar de Berg, al is het maar vanwege het risico dat anderen de Dwergen voor zouden kunnen zijn. Gandalf wil Bilbo mee laten gaan als "inbreker", aangezien Hobbits sneller en stiller zijn dan Dwergen en dus kunnen helpen om de schat te stelen. Bovendien kent Smaug de geur van Hobbits nog niet. Als Bilbo de volgende ochtend ontwaakt blijken de Dwergen vertrokken, met achterlating van een arbeidscontract voor Bilbo. In een opwelling besluit hij alsnog mee te gaan en gaat hen achterna. Onderweg vertelt Balin hoe het met Thrór is afgelopen. Bij een mislukte poging om Moria te heroveren is hij door de Bleke Ork Azog gedood. Thorin sloeg Azog vervolgens een arm af en meent dat Azog aan zijn verwonding gestorven is.
Na een lange reis oostwaarts ontstaat er wrijving in het gezelschap en trekt Gandalf er alleen op uit. Als de Dwergen hun kamp opslaan merken ze dat er pony's verdwenen zijn. Fíli, Kíli en Bilbo ontdekken dat een drietal Trollen de pony's gestolen heeft om ze op te eten. Als Bilbo de pony's probeert te bevrijden wordt hij echter gesnapt. De Dwergen proberen hem te redden maar zijn gedwongen hun wapens neer te leggen als de Trollen Bilbo dreigen te doden. Vervolgens willen de Trollen de Dwergen roosteren als maaltijd. Bilbo rekt tijd door zich met hun kookkunst te bemoeien en te beweren dat Dwergen ongezond zijn. Hierdoor kan Gandalf terugkeren en een rots splijten, zodat de Trollen door de opkomende zon verstenen. Het gezelschap doorzoekt het schuilhol van de Trollen en ontdekt hier gestolen schatten, die ze begraven. Gandalf en Thorin nemen beiden een Elfenzwaard. Bilbo neemt op Gandalfs aanraden ook een kleiner zwaard. Vervolgens stuit de groep op Radagast, de Bruine Tovenaar uit het Demsterwold. Radagast vertelt Gandalf dat hij ongerust is over de toestand in zijn woud, waar steeds meer duisternis en ziekten toenemen. Toen Radagast Dol Guldur bezocht werd hij door een vreemde geest aangevallen en ving hij een glimp op van een vreemde Geestenbezweerder. Plotseling valt een groep Orks en Wargs de groep aan. Deze werken in opdracht van Azog, die het gevecht in Moria overleefd heeft en zich op Thorin wil wreken. Met behulp van Radagast en door Gandalf gewaarschuwde Elfen slaagt het gezelschap erin te ontsnappen naar de verborgen vallei van Rivendel.
Thorin accepteert de hulp van de Elfen niet van harte, aangezien de Boselfen van Thranduil de Dwergen in de steek gelaten hebben toen Smaug de Berg aanviel. Toch blijven de Dwergen enige tijd in het huis van Elrond, die speciale maanletters op de kaart ontdekt, die een nieuwe aanwijzing bieden naar een geheime deur in de Berg die maar eens per jaar ontdekt kan worden. Ook ontdekt Elrond dat Gandalfs zwaard Glamdring is, het zwaard van de Elfenkoning van de verwoeste stad Gondolin. Thorins zwaard, Orcrist, komt daar ook vandaan.
De Witte Raad komt in Rivendel bijeen. Gandalf is van mening dat in Dol Guldur een duistere Geestenbezweerder aan het werk is, maar Elrond en Saruman zijn hier sceptisch over. Het zwaard van de geest die Radagast aanviel blijkt echter het zwaard van de Tovenaar-Koning van Angmar, die al dood had moeten zijn. Saruman meent echter dat de Geestenbezweerder een gewoon mens is. Aangezien de Raad niet volledig overtuigd is van het gevaar van Dol Guldur wordt de expeditie van Gandalf en Thorin niet goedgekeurd. Galadriel heeft echter door dat de Dwergen en Bilbo al stiekem vertrokken zijn.
Bilbo en de Dwergen zijn de Nevelbergen ingetrokken, maar raken daar in moeilijkheden als ze per ongeluk tussen vechtende Steenreuzen terechtkomen. De groep vlucht een grot in, maar wordt daar door Aardmannen gevangengenomen. Bilbo blijft per ongeluk achter in de grotten en raakt in gevecht met een Aardman. Samen storten ze neer in de grot. De Aardman wordt gedood en meegenomen door Gollem, die hierbij een ring laat vallen. Met de ring in zijn zak loopt Bilbo Gollem tegen het lijf. Gollem kan niet beslissen of hij Bilbo wil helpen of opeten, dus daagt hij hem uit voor een raadselspel.
Ondertussen zijn de Dwergen voor de Grote Aardman geleid, die onthult dat Azog een prijs op Thorins hoofd heeft gezet. Als de Aardmannen de Dwergen willen gaan martelen verschijnt Gandalf ten tonele. De groep ontsnapt en Gandalf doodt de Grote Aardman, waarna ze naar de uitgang vluchten. Bilbo heeft ondertussen het raadselspel gewonnen door te vragen wat hij in zijn zak heeft. Als Gollem merkt dat zijn ring kwijt is snapt hij dat Bilbo die heeft en wil hem aanvallen. De ring blijkt Bilbo echter onzichtbaar te maken. Gollem kan Bilbo niet vinden en gaat bij een uitgang zitten in de hoop hem te grijpen. Bilbo ziet Gandalf en de Dwergen voorbij rennen en beseft dat hij langs Gollem moet om te ontsnappen. Hij overweegt het schepsel te doden, maar spaart hem uit medelijden.
Op het moment dat Thorin klaagt dat de Hobbit vooral een blok aan hun been is, keert Bilbo terug in de groep. Azog valt het gezelschap echter weer aan met zijn Orks en Wargs, zodat de helden zich in bomen verschansen. Thorin bevecht Azog, maar is geen partij voor hem. Als Azog op het punt staat Thorin te doden, stormt Bilbo naar voren en redt Thorins leven. Gandalf heeft ondertussen de Grote Adelaars geroepen, die de Dwergen, Bilbo en Gandalf in veiligheid brengen. Thorin biedt Bilbo zijn verontschuldigingen aan, terwijl het Gezelschap vanaf de Karrots uitkijkt op het Demsterwold en de daarachter liggende Eenzame Berg (Erebor), waar Smaug net ontwaakt.

## Verschillen met het boek
- De film bevat diverse personages uit In de Ban van de Ring die in De Hobbit nog niet voorkwamen. Dit zijn Saruman, Galadriel, Frodo Balings en de Tovenaar-Koning.
- In de aanhangsels van In de Ban van de Ring wordt verteld dat Thrór door Azog werd gedood toen hij in zijn eentje Moria binnentrok. Vervolgens voerden de Dwergen onder leiding van Thrain oorlog tegen de Orks van de Nevelbergen en werd Azog door Dáin IJzervoet onthoofd. In de film probeert Thrór met een leger Moria te heroveren, maar sneuvelt hij. Thorin hakt Azogs arm af, waarna deze overleeft en terugkeert om op Thorin te jagen.
- De dwergen arriveren in een iets andere volgorde in Bilbo's huis. Thorin komt aanzienlijk later na een bespreking met andere dwergenleiders, terwijl hij in het boek tegelijk met Gandalf arriveerde.
- In het boek zegt Bilbo eerst toe om mee te gaan, maar verslaapt zich, waarna Gandalf hem alsnog over de streep trekt. In de film verslaapt Bilbo zich ook, maar kiest hij er uiteindelijk zelf voor om mee te gaan.
- In het boek gaat Bilbo op de trollen af om aan voedsel te komen en betrapt trol Willem Bilbo op het rollen van zijn zak. Vervolgens stookt Gandalf de trollen tegen elkaar op, zodat ze blijven ruziën tot de zon opkomt. In de film hebben de trollen pony's gestolen en wordt Bilbo betrapt als hij het mes van een trol probeert te stelen. Bilbo rekt tijd zodat Gandalf een rots kan splijten en de zon sneller op de trollen valt.
- Radagast werd in het boek wel genoemd maar kwam niet in beeld. In de film is hij degene die het kwaad in Dol Guldur heeft ontdekt, in plaats van Gandalf.
- De achtervolging door Orks en Wargs nabij Rivendel is volledig nieuw.
- In het boek wilde Elrond niet voorkomen dat de dwergen naar de Berg teruggingen. Bilbo en de dwergen trokken ook niet zonder Gandalf de bergen in, maar raakten hem in de grotten pas kwijt. Vervolgens greep Gandalf daar in met duisternis en rook, waarna hij de Grote Aardman neerstak. De Grote Aardman wordt in de film aanzienlijk later in de ontsnapping gedood. In het boek vlucht het gezelschap vervolgens samen met Bilbo, die op de rug van een dwerg zit. Bij een nieuwe aanval van de aardmannen valt Bilbo en wordt vergeten in het donker, waarna hij verdwaalt en op het meer stuit. In de film raakt Bilbo de dwergen al kwijt voor ze bij de Grote Aardman gebracht zijn en ontdekt hij Gollem als die een aardman doodt.
- In het boek werd het gezelschap ten oosten van de bergen bij toeval ontdekt door de wargs, die versterking kregen van de aardmannen. De aardmannen steken vervolgens de bomen waar het gezelschap in zit, in brand, waarna de adelaars dit opmerken en te hulp schieten. In de film zijn het de wargruiters van Azog die het gezelschap aanvallen en stoten de wargs de bomen omver, waarna Thorin wordt overmeesterd door Azog en gered door Bilbo. De Adelaars zijn in de film door Gandalf geroepen en spreken niet.

## Rolverdeling
| Personage               | Acteur               |
| ----------------------- | -------------------- |
| Bilbo Baggins           | Martin Freeman       |
| Oude Bilbo Baggins      | Ian Holm             |
| Gandalf                 | Ian McKellen         |
| Thorin Oakenshield II   | Richard Armitage     |
| Balin                   | Ken Stott            |
| Dwalin                  | Graham McTavish      |
| Kíli                    | Aidan Turner         |
| Fíli                    | Dean O'Gorman        |
| Dori                    | Mark Hadlow          |
| Nori                    | Jed Brophy           |
| Ori                     | Adam Brown           |
| Óin                     | John Callen          |
| Glóin                   | Peter Hambleton      |
| Bifur                   | William Kircher      |
| Bofur                   | James Nesbitt        |
| Bombur                  | Stephen Hunter       |
| Galadriel               | Cate Blanchett       |
| Radagast                | Sylvester McCoy      |
| Frodo Baggins           | Elijah Wood          |
| Gollum                  | Andy Serkis          |
| Saruman                 | Christopher Lee      |
| Elrond                  | Hugo Weaving         |
| Thranduil               | Lee Pace             |
| Grote Aardman           | Barry Humphries      |
| Thrór                   | Jeffrey Thomas       |
| Thráin II               | Mike Mizrahi         |
| Lindir                  | Bret McKenzie        |
| The Necromancer         | Benedict Cumberbatch |
| Azog                    | Manu Bennett         |
| Bolg                    | Conan Stevens        |
| Fimbul                  | Stephen Ure          |
| Girion                  | Luke Evans           |
| Musical Elf             | Jarred Blakiston     |
| Elf                     | Andrew Fitzsimons    |
| Thranduil's Lieutenants | Brendan Casey        |
| Thranduil's Lieutenants | Cameron Jones        |

## Ontwikkeling

### Vakbondsconflict
In september 2010 ontstond er een probleem voor de producenten, toen verschillende acteursvakbonden, waaronder de Screen Actors Guild, hun leden opriepen om niet voor de film te werken. Dit omdat de producenten van de film weigerden om acteurs in te huren onder vakbondsvoorwaarden. Indien acteurs toch voor de film zouden gaan werken, zouden ze het risico lopen om uit de vakbond gezet te worden. Als gevolg van de oproep van de vakbonden, kondigde Jackson aan dat hij de film dan wellicht in Oost-Europa op wilde nemen.
In reactie op de mededeling dat men wellicht elders zou gaan filmen, gingen in oktober 2010 duizenden Nieuw-Zeelanders protesterend de straat op. Ze eisten dat de film, net als de Lord of the Rings films, in Nieuw-Zeeland opgenomen zouden worden.
Door de productie te verplaatsen dreigde Nieuw-Zeeland inkomsten van toerisme mis te lopen. Volgens verwachtingen van economen zou het Nieuw-Zeeland anderhalf miljard dollar kunnen kosten als de opnamen niet in dat land zouden plaatsvinden.
Daarop is de Nieuw-Zeelandse regering gaan onderhandelen met Warner Bros en heeft men de studio een extra belastingvoordeel van tien miljoen dollar gegeven en de wetten op het gebied van arbeidsrecht aangepast om problemen met de vakbonden te vermijden.

### Voortzetting van de productie
De film stond eerst on hold, maar op 16 oktober 2010 werd bekendgemaakt dat er groen licht was gegeven voor de verfilming. Er werd gewacht met filmen tot februari 2011. Op 22 januari 2010 zei Alan F. Horn, directeur van Warner Bros. Entertainment, Inc., dat de eerste film niet eerder dan het vierde kwartaal van 2012 zal worden uitgegeven. In juni 2010 ging Peter Jackson in overleg of hij The Hobbit verder ging regisseren. Vanaf 16 oktober stond vast dat Peter Jackson regisseur werd. Er werd gebruikgemaakt van de nieuwste technieken, en de films werden in 3D opgenomen. De filmopnames gingen op 21 maart 2011 van start in Nieuw-Zeeland. In juli 2012 eindigden de opnames.
New Line Cinema heeft drie titels geregistreerd:
- deel 1: The Hobbit: An Unexpected Journey
- deel 2: The Hobbit: The Desolation of Smaug
- deel 3: The Hobbit: The Battle of the five Armies[34]

Deel 1 staat gepland voor een uitgave op 12 december 2012, deel 2 voor 13 december 2013 en deel 3 voor december 2014.

### Muziek
De filmmuziek uit de film werd gecomponeerd door Howard Shore, en werd ook op een soundtrackalbum uitgebracht op 11 december 2012. In de Nederlandse Album top 100 behaalde het album de hoogste notering, de 40ste plaats en in de Vlaamse Ultratop 200 Albums de hoogste notering, de 25ste plaats.